# Joaquim Roberto Leão Borges
Joaquim Roberto Leão Borges (3 de agosto de 1922 - Belo Horizonte, 20 de fevereiro de 2004) foi um engenheiro civil e político brasileiro do estado de Minas Gerais
Joaquim Leão Borges foi deputado estadual em Minas Gerais por três legislaturas consecutivas, da 5ª à 7ª legislatura (1963 - 1975).
Foi também secretário estadual de Viação e Obras Públicas no governo do estado de Minas Gerais.